# Bridgeport (Teksas)
Bridgeport je grad u američkoj saveznoj državi Teksas. Prema popisu stanovništva iz 2010. u njemu je živjelo 5.976 stanovnika.